# Jean Franko
Jean Carlos Franko Secanto (Macuto, estado La Guaira. Venezuela; 10 de diciembre de 1978) conocido por su alias Jean Franko, es un modelo y actor pornográfico venezolano. En la actualidad vive en Barcelona (España).

## Carrera
Fue galardonado con el Premio GayVN Award como el Mejor Actor de Relaciones Exteriores en Hollywood, dos veces seguidas, en 2007 por "The School for Lovers" (la adaptación cinematográfica de Mozart's 'Così Fan Tutte'), en el 2008 por "The Men I Wanted"; ambos cuadros hechos y producidos por el director Lucas Kazan. En el 2009 GayVNs, de nuevo fue nominado en "Mejor Escena de Grupo de la categoría por su actuación en la película" Skin Deep", del director Kristen Bjorn.
Además es conocido por su seudónimo que representa a su segundo nombre lo cual es: Carlos Secanto, teniendo por nombre completo Jean Carlos Franko Secanto.